# Code OTAN
 (janvier 2023).

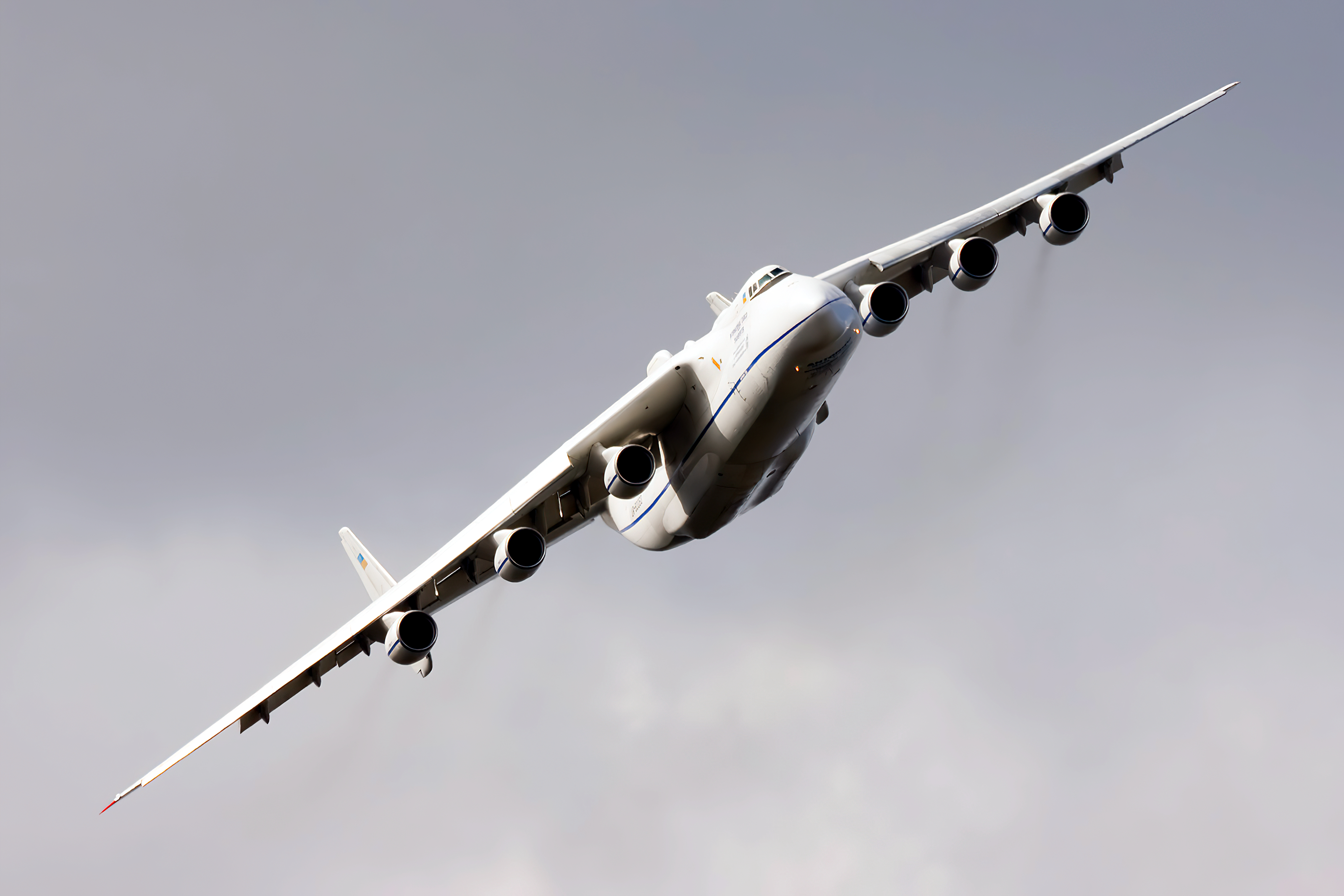
Le cargo An-225 Mriya (en ukrainien : Антонов Ан-225 Мрія, code OTAN : Cossack, C pour Cargo ou avion de transport).

Les « codes OTAN » sont des systèmes de désignation employés par l'Organisation du traité de l'Atlantique nord pour nommer et répertorier les matériels militaires originaires des pays de l'ancien pacte de Varsovie.
Ils s'appliquent aussi bien aux avions de combat, qu'aux navires de guerre, en passant par les radars. Ils sont largement inspirés du code américain utilisé pour désigner des avions japonais pendant la Seconde Guerre mondiale. Très en vogue pendant la Guerre froide, ils restent encore employés au XXIe siècle même si grâce à l'afflux d'informations sur le matériel militaire oriental, à la suite de l'écroulement de l'URSS, il est beaucoup plus facile de connaître la désignation orientale de ceux-ci.

## Cause
La chape du secret qui recouvrait l'Union soviétique et les pays satellites ne permettait pas de connaitre les projets et développements des armements de ces pays. Souvent, les nouveaux matériels étaient « découverts » par les Occidentaux lors des revues militaires telles que le défilé sur la Place Rouge de Moscou chaque 9 mai (Grande Guerre patriotique pendant la Seconde Guerre mondiale). Ainsi, pour permettre une identification commune et sûre à tous les pays de l'OTAN, les matériels ont été répertoriés sous la forme d'une nomenclature, par un code et un nom.

## Système de désignation
Reprenant le code McCoy utilisé pendant la Seconde Guerre mondiale pour désigner les avions japonais (par exemple Mitsubishi A6M Zeke), les matériels (missiles, avions, etc.) reçoivent un nom ; la première lettre de ce nom désigne le type de matériel :
- A : missiles air-air (ex. : Vympel R-73 « Archer »)
- B : Bombardier (en anglais Bomber) (ex. : Tupolev Tu-160 « Blackjack »)
- C : avions de transport (en anglais Cargo) (ex. : Iliouchine Il-76 « Candid »)
- F : chasseur (en anglais Fighter) (ex. : Soukhoï Su-27 « Flanker »), et avion d'attaque au sol (ex. : Soukhoï Su-25 « Frogfoot »)  Liste des noms de code OTAN pour les avions de chasse
- G : missiles sol-air et mer-air (ex. : S-75 Dvina « Guideline »)
- H : Hélicoptère (ex. : Mil Mi-24 « Hind »)
- K : missiles air-sol (ex. : AS-4 « Kitchen »)
- M : avions d'autres types (en anglais Miscellaneous) (ravitaillement en vol, AWACS, versions biplaces d'entraînement jusque dans les années 1980, hydravions, etc.) (ex. : Iliouchine A-50 « Mainstay ») Liste des codes OTAN des appareils d'autres types
- S : missiles sol-sol et missiles mer-mer (en anglais tous deux sont désignés Surface to Surface)  (ex. : 9M114 « Spiral »)
- les classes de navires reçoivent un nom (dont l'initiale n'a pas de signification)
  - les classes de sous-marins soviétiques/russes reçoivent un nom qui est un mot de l'alphabet radio (ex. : classe Alfa, classe Kilo ; quelques exceptions avec les classes Akula et Typhoon)
  - les classes de sous-marins chinois reçoivent un nom qui est une dynastie impériale chinoise (ex. : classe Ming, classe Song)

Ce nom peut être suivi d'une lettre qui s'incrémente selon l'ordre alphabétique et qui désigne les versions du matériel telles qu'elles sont connues par l'OTAN. Par exemple, le MiG-21F-13 s'est vu attribuer le code OTAN « Fishbed-C », qui y voyait la troisième version du MiG-21.
De plus, les avions équipés d'hélices ont un nom composé d'une syllabe (ex : Il-18 Coot) et les appareils à réaction, deux syllabes (ex : MiG-23 Flogger). Il n'y a pas de règle similaire pour les hélicoptères. 

## Listes
- Liste des noms de l'OTAN pour les équipements radar
- Liste des codes OTAN pour les sous-marins
- Liste des codes pays utilisés par l'OTAN

### Aéronefs
- Liste des noms de code OTAN pour les avions de chasse
- Liste des noms de code OTAN pour les avions bombardiers
- Liste des noms de code OTAN pour divers avions
- Liste des noms de l'OTAN pour les hélicoptères
- Liste des codes OTAN pour les avions de transport

### Missiles
- Liste des noms de l'OTAN pour les missiles air-air
- Liste des codes de l'OTAN pour les missiles air-sol
- Liste des noms de l'OTAN pour les missiles sol-air
- Liste des codes OTAN pour les missiles sol-sol et mer-mer
- Liste des codes OTAN pour les missiles antichars